# Shannon Harbour
Shannon Harbour est un petit village sur les rives du Grand Canal, dans le comté d'Offaly, en Irlande.

## Vue d'ensemble
'Shannon Harbour' (en irlandais, Caladh na Sionainne), ancien nom régional 'Cluain Uaine Bheag',  signifie 'Clononey Beg' ou 'petit Clononey' d'après la terre basse de la région par rapport à l'autre côté du ruisseau, au delà de la rivière Brosna, où le secteur est appelé Cluain Uaine Mhor / Clononey Mor / « Big Clononey ».
Birr et Clonmacnoise sont toutes deux à une quinzaine de minutes de route en voiture.
Construit en 1830, le village a connu la prospérité, avec 250 000 personnes transportées sur les barges, la plupart émigrant vers le Canada, l'Australie ou l'Amérique. Pas moins de 300 000 tonnes de marchandises transitaient sur les quais dans les années 1840.
Si le village et ses environs ont compté un millier de résidents à l'époque la plus active, une trentaine d'habitants vivent dorénavant à l'année dans la localité.
Le village dispose d'installations d'amarrage et de deux pubs, McIntyre's et Canal Bar. 
Le rallye de bateaux de Shannon Harbour est organisé par la branche Shannon Harbour de l'IWAI, chaque année depuis 1971. 
La zone de Shannon Harbour se situe entre Griffith Bridge et le Railway Bridge, une boucle autour du pont sur un chemin de fer caché et abandonné.

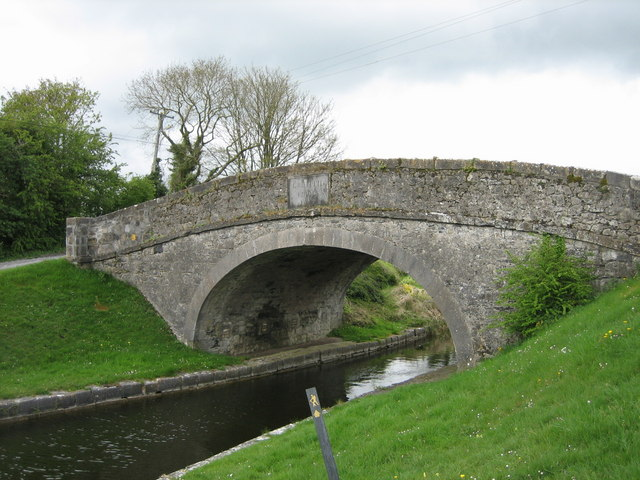
Griffith Bridge.

Le village est connu comme le lieu de rencontre entre Shannon, Brosna et Grand Canal ; une destination de pêche pour saumon, perche et brochet.

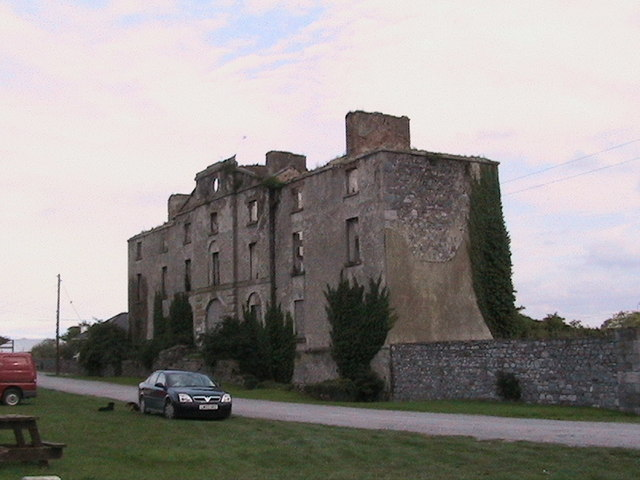
Le Grand Hôtel.

Le port est un endroit fréquenté par de nombreux adeptes du tourisme fluvial.

## Dans la culture populaire
« Uaine Bheag » est une chanson du groupe irlandais Slide.